# Сергіївка (Молдова)
Сергі́ївка, Сергеука (рум. Sergheuca) — село у Дрокійському районі Молдови. Входить до складу комуни, адміністративним центром якої є село Пєрвомайскоє.

## Населення
За даними перепису населення 2004 року у селі проживали 83 особи.
Національний склад населення села:
| Національність | Кількість осіб | Відсоток |
| -------------- | -------------- | -------- |
| молдавани      | 79             | 95,2%    |
| українці       | 4              | 4,8%     |
| Всього         | 83             | 100%     |